# Deutschland sucht den Superstar
Deutschland sucht den Superstar ("Alemania busca a la superestrella" en alemán) es un programa de televisión alemán, también conocido por su abreviatura DSDS. Es la versión alemana de Pop Idol, emitido en RTL. A los productores no les permitían utilizar las palabras "pop" o "idol" en el título (Frank Farian tenía los derechos de "idol" desde los setenta, y un acuerdo con los creadores de Popstars prohibió el uso de la palabra "pop" para las ediciones de Pop Idol fuera del Reino Unido).

## Temporada 2
En la temporada 2, los coanimadores Hunziker y Spengemann y los cuatro miembros del jurado repitieron su participación en el show. En contraste a la primera temporada, la segunda (la cual salió al aire medio año después de la final de la primera temporada) pronto capturó a la audiencia, pero sin alcanzar los niveles alcanzados por la primera temporada. Este hecho se corroboró con la disminución de los votos telefónicos y el rating.
Esta vez, Elli Erl resultó ser la ganadora con Denise Tillmanns en segundo lugar. Aunque Erl estuvo de acuerdo en grabar la canción del ganador "This Is My Life" que fue producida por Dieter Bohlen, ella se negó a trabajar con él en su álbum de debut debido a conflictos personales y musicales. Elli en cambio lanzó una canción compuesta por ella misma, "In My Dreams", la cual tuvo un éxito menor llegando solo al número 40 del cahrt alemán. Su álbum de debut Shout It Out tuvo un éxito similar, cuando salió a la venta en octubre de 2004. Dos sencillos más fueron lanzados, pero ninguno de ellos tuvo éxito comercial. Un segundo álbum está programado para la primavera de 2007.
A diferencia de la temporada 1, los otros finalistas tuvieron muchos problemas con sus contratos de grabación. El tercer lugar Phillipe Bühler lanzó dos sencillos con influencias de R&B, "Warum?" y "Ich Kann Dich Lieben"; ambos entraron en los Top 40 del German singles chart en el invierno de 2005 y la primavera de 2006 respectivamente. Anke Wagner (sexto) firmó con el sello independiente Perleberg, pero ni su sencillo debut ni su álbum entraron a los Top 100. Benjamin Martell (tercero) firmó con BMG, pero su contrato fue cancelado cuando él exigió escribir él mismo el álbum. El quinto lugar, Gunther Göbbel, se convirtió en parte del dúo de R&B Lemon Ice, cuyo sencillo y cover "Stand by Me" entró en los top 20 alemanes en el otoño de 2006. Lorenzo Woodard (octavo) no grabó ningún álbum o sencillo, pero disfrutó de corta popularidad en variados realitys de televisión.
Ranking de Eliminación

NOTA: No necesariamente éste fue el orden en que se dieron a conocer los resultados en el show televisado
| Fecha           | Ordenados desde el último (desde la izquierda) | Ordenados desde el último (desde la izquierda) | Ordenados desde el último (desde la izquierda) |
| 22 de noviembre | Ricky Ord                                      | Jessica Houston                                | Steffen Frommberger                            |
| 29 de noviembre | Steffen Frommberger (2)                        | Kemi Awosogba                                  | Lorenzo Woodard                                |
| 13 de diciembre | Lorenzo Woodard (2)                            | Kemi Awosogba (2)                              | Judith Burmeister                              |
| 20 de diciembre | Kemi Awosogba (3)                              | Benjamin Martell                               | Judith Burmeister (2)                          |
| 10 de enero     | Judith Burmeister (3)                          | Gunther Göbbel                                 | Elli Erl                                       |
| 17 de enero     | Aida Ilijasevic                                | Gunther Göbbel (2)                             | Benjamin Martell (2)                           |
| 31 de enero     | Anke Wagner                                    | Gunther Göbbel (3)                             | Elli Erl (2)                                   |
| 7 de febrero    | Gunther Göbbel (4)                             | Elli Erl (3)                                   | Benjamin Martell (3)                           |
| Fecha           | Dos últimos                                    | Dos últimos                                    |                                                |
| 14 de febrero   | Benjamin Martell (4)                           | Elli Erl (4)                                   |                                                |
| 21 de febrero   | Phillipe Bühler                                |                                                |                                                |
| 13 de marzo     | Denise Tillmanns                               | Elli Erl                                       |                                                |

## Temporada 3
Después de un año de ausencia, la tercera temporada introdujo varios nuevos elementos. Ni Hunziker ni Spengemann volvieron como animadores del show porque el canal quería darle una nueva imagen al programa. Fueron reemplazados por Marco Schreyl y Tooske Ragas. También se hicieron cambios radicales con el jurado: Dieter Bohlen fue el único miembro original que se mantuvo, y a él se unieron luego la productora musical Sylvia Kollek y el mánager Heinz Henn.
Ranking de Eliminación

NOTA: No necesariamente éste fue el orden en que se dieron a conocer los resultados en el show televisado
| Fecha         | Tema              | Ordenados desde el último (desde la izquierda) | Ordenados desde el último (desde la izquierda) | Ordenados desde el último (desde la izquierda) |
| 7 de enero    | Grandes Éxitos    | Carolina Escolano                              | Lena Hanenberg                                 | Daniel Muñoz                                   |
| 14 de enero   | 80s               | Dascha Semcov                                  | Daniel Muñoz (2)                               | Lena Hanenberg (2)                             |
| 21 de enero   | Éxitos del Rock   | Lena Hanenberg (3)                             | Daniel Muñoz (3)                               | Nevio Passaro                                  |
| 4 de febrero  | Grandes Bandas    | Daniel Muñoz (4)                               | Nevio Passaro (2)                              | Didi Knoblauch                                 |
| 11 de febrero | Canciones de Amor | Anna-Maria Zimmermann                          | Tobias Regner                                  | Nevio Passaro (3)                              |
| 18 de febrero | Canciones #1      | Didi Knoblauch (2)                             | Vanessa Jean Dedmon                            | Mike Leon Grosch                               |
| Fecha         | Tema              | Últimos dos                                    | Últimos dos                                    |                                                |
| 25 de febrero | Soul              | Nevio Passaro (4)                              | Vanessa Jean Dedmon (2)                        |                                                |
| 11 de marzo   | Baladas           | Vanessa Jean Dedmon (3)                        |                                                |                                                |
| 18 de marzo   | Final             | Mike Leon Grosch (2)                           | Tobias Regner                                  |                                                |

## Temporada 4
Debido al éxito de la temporada 3, RTL decidió hacer una cuarta temporada en 2007. En el jurado Anja Lukasener reemplazó a Silvia Kollek después de solo una temporada.
Estos son los últimos 10 participantes para los shows en vivo que debutaron el 24 de febrero y finalizaron el 5 de mayo: Lauren Talbot, Francisca Urio, Lisa Bund, Laura Martín, Julia Falke, Jonathan Enns, Thomas Enns, Martin Stosch, Mark Medlock y Max Buskohl.
El álbum del programa para esta temporada, llamado Power of Love, fue lanzado el 19 de marzo de 2007 e incluye las siguientes canciones:
1. Francisca Urio: If I Ain't Got You (Alicia Keys)
2. Max Buskohl: Here Without You (3 Doors Down)
3. Lauren Talbot: True Colors (Cyndi Lauper)
4. Mark Medlock: Endless Love (Lionel Richie)
5. Lisa Bund: (You Make Me Feel Like) A Natural Woman (Aretha Franklin)
6. Martin Stosch: If Tomorrow Never Comes (Ronan Keating)
7. Laura Martin: Woman in Love (Barbra Streisand)
8. Thomas Enns: I Want To Know What Love Is (Foreigner)
9. Julia Falke: Angel (Sarah McLachlan)
10. Jonathan Enns: All Or Nothing (O-Town)
11. DSDS Top 10: If You Don't Know Me By Now (Simply Red)

Ranking de Eliminación

NOTA: No necesariamente éste fue el orden en que se dieron a conocer los resultados en el show televisado
| Fecha         | Tema                   | Ordenados desde el último (desde la izquierda) | Ordenados desde el último (desde la izquierda) | Ordenados desde el último (desde la izquierda) |
| 24 de febrero | Grandes Éxitos         | Laura Martin                                   | Julia Falke                                    | Jonathan Enns                                  |
| 10 de marzo   | 80s y 90s              | Jonathan Enns (2)                              | Thomas Enns                                    | Martin Stosch                                  |
| 17 de marzo   | Poder del AMor         | Julia Falke (2)                                | Lauren Talbot                                  | Martin Stosch (2)                              |
| 31 de marzo   | Éxitos de Hoy          | Francisca Urio                                 | Martin Stosch (3)                              | Thomas Enns (2)                                |
| 7 de abril    | Grandes Bandas         | Thomas Enns (3)                                | Martin Stosch (4)                              | Lauren Talbot (2)                              |
| 14 de abril   | Divas y Héroes         | Lauren Talbot (3)                              | Martin Stosch (5)                              | Lisa Bund                                      |
| Fecha         | Tema                   | Últimos dos                                    | Últimos dos                                    |                                                |
| 21 de abril   | 70s y Dedicatorias     | Martin Stosch (6)                              | Lisa Bund (2)                                  |                                                |
| 28 de abril   | Elección de los Jueces | Lisa Bund (3)                                  |                                                |                                                |
| 5 de mayo     | Final                  | Martin Stosch (7)                              | Mark Medlock                                   |                                                |

## Temporada 5
Ganador: Thomas Godoj
Segundo: Fady Maalouf

## Temporada 8
Ganador: Pietro Lombardi

## Temporada 9
La temporada de Deutschland sucht den Superstar debutó Nastassija Schaffernich de 2012.